# آبان ۱۳۸۵
آبان ۱۳۸۵

## شنبه: ‎۲۷ آبان۱۳۸۵(۱۸ نوامبر۲۰۰۶)
- درگیری پلیس آمریکا با دانشجوی ایرانی

پلیس دانشگاه یوسی‌ال‌ای کالیفرنیا در لس آنجلس، یک دانشجوی ایرانی را چند بار هدف حمله با شوک‌دهنده الکتریکی قرار داد و بازداشت کرد. نام این دانشجو مصطفی طباطبایی‌نژاد و سن او ۲۳ سال اعلام شده‌است. بی‌بی‌سی فارسی

## سه‌شنبه: ‎۱۶ آبان۱۳۸۵(۷ نوامبر۲۰۰۶)
- برگزاری انتخابات میان‌دوره‌ای در آمریکا

در پی انجام انتخابات عمومی ۲۰۰۶ میلادی آمریکا حزب دموکرات آن کشور موفق به کسب اکثریت کرسی‌های دو مجلس نمایندگان و سنا شد. بی‌بی‌سی فارسی

## دوشنبه: ‎۱۵ آبان۱۳۸۵(۶ نوامبر۲۰۰۶)
- ایران در میان فاسدترین کشورهای جهان از نظر اداری

سازمان بین‌المللی شفاف‌سازی که وظیفه آن بررسی میزان فساد اداری در کشورهای مختلف جهان است امروز دوشنبه در گزارش سالیانه‌اش جمهوری اسلامی ایران را در مقام یکصد و ششم یعنی در میان فاسدترین کشورهای جهان قرار داده‌است. گفتنی است که در گزارش سال پیش این نهاد ایران در مقام نود و سوم قرار داشت که نشان می‌دهد که در ۱۲ ماه گذشته ۱۳ رتبه تنزل کرده‌است. صدا رادیو فردا
- روسیه اعلام کرد تا پایان سال ۲۰۰۶ به قرارداد تحویل مجموعه پدافند هوایی «تور ام یک» به جمهوری اسلامی به‌طور کامل عمل می‌کند

رئیس کمیسیون دفاعی پارلمان روسیه امروز دوشنبه اعلام کرد این کشور به تعهد خود در تحویل مجموعه پدافند هوایی تور ام یک به رژیم جمهوری اسلامی تا پایان سال ۲۰۰۶ به‌طور کامل عمل خواهد کرد. روسیه و جمهوری اسلامی اواخر سال میلادی گذشته قرارداد تحویل ۲۹ مجموعه پدافند هوایی مذکور به ایران به ارزش ۷۰۰ میلیون دلار را امضا کرده بودند. صدا رادیو فردا

## یک‌شنبه: ‎۱۴ آبان۱۳۸۵(۵ نوامبر۲۰۰۶)
- حکم دادگاه صدام

صدام حسین تکریتی و تنی چند از همدستانش در دادگاه ملی عراق در بغداد به جرم جنایت علیه بشریت به اعدام محکوم شدند. 

## شنبه: ‎۱۳ آبان۱۳۸۵(۴ نوامبر۲۰۰۶)
- فریدون هویدا درگذشت

فریدون هویدا، آخرین سفیر ایران در دوران زمامداری محمدرضا شاه پهلوی در سازمان ملل متحد و برادر امیرعباس هویدا نخست‌وزیر سابق ایران امروز در شهر نیویورک درگذشت. وبگاه ایرانیان دات کام، رادیو زمانه، بی‌بی‌سی فارسی

## جمعه: ‎۱۲ آبان۱۳۸۵(۳ نوامبر۲۰۰۶)
- آزمایش شهاب ۳ در رزمایش جمهوری اسلامی ایران

تلویزیون دولتی ایران به نقل از منابع سپاه پاسداران گزارش کرده‌است که شرکت کنندگان در رزمایش نیروهای سه‌گانه سپاه پاسداران جمهوری اسلامی در روز پنجشنبه، ۲ نوامبر، تعدادی موشک از جمله موشک دوربرد شهاب ۳ و یک موشک با قابلیت حمل کلاهک خوشه‌ای را پرتاب کرده‌است. متن کامل گزارش بی‌بی‌سی (فارسی)
- محدودیت رسانه‌های داخلی ایران در استفاده از منابع خبری

ابلاغیه وزارت فرهنگ و ارشاد اسلامی به مطبوعات مبنی بر الزام به استفاده از اخبار و اطلاعات «سایت‌های قانونی»، با واکنش منفی روزنامه‌نگاران روبرو شده‌است. متن کامل گزارش بی‌بی‌سی (فارسی)
- پرسپولیس با نتیجه ۲ بر ۱ استقلال را شکست داد

بازی تیم‌های پرسپولیس و استقلال با نتیجه ۲ بر ۱ بسود پرسپولیس پایان یافت. پس از سه سال این نخستین پیروزی بزرگ تیم پایتخت‌نشین بود. مصطفی دنیزلی سرمربی ترک پرسپولیس پیش از این با تیم پاس کار کرده بود. پرسپولیس با توجه به اینکه در آغاز با یک گل عقب افتاد اما با خونسردی توانست بر استقلال پیروز شود. در جدول رده‌بندی سایپا با ۱۸ امتیاز در صدر و استقلال اهواز با ۱۶ امتیاز و پرسپولیس با ۱۵ امتیاز در رده‌های بعدی قرار دارند. متن صدا رادیو فردا

## پنجشنبه: ‎۱۱ آبان۱۳۸۵(۲ نوامبر۲۰۰۶)
- فوتبال ساحلی در برزیل

جام جهانی فوتبال ساحلی در سواحل کوپاکابانای برزیل با بازی آرژانتین در برابر نیجریه آغاز می‌شود. تیم ملی فوتبال ساحلی ایران در اولین دیدار جمعه ۳ نوامبر ساعت ۶:۵۰ بعد از ظهر به وقت تهران به مصاف تیم ملی کانادا می‌رود. 

## دوشنبه: ‎۸ آبان۱۳۸۵(۳۰ اکتبر۲۰۰۶)
- خاتمی در اسکاتلند: اعتراض گروه‌های مخالف جمهوری اسلامی

محمد خاتمی، رئیس‌جمهوری پیشین جمهوری اسلامی، قرار است برای افتتاح یک مرکز ایران‌شناسی و دریافت دکترای افتخاری از دانشگاه سنت آندروز، یکی از قدیمی‌ترین دانشگاه‌های اسکاتلند، روز سه شنبه ۳۱ اکتبر وارد بریتانیا شود. گفتنی است که عده‌ای از نمایندگان مجلس عوام بریتانیا تصمیم دانشگاه سنت آندروز برای اعطای دکترای افتخاری به آقای خاتمی را محکوم کرده‌اند. متن کامل گزارش بی‌بی‌سی (فارسی)
- شمار کاربران اینترنتی در ایران به یازده میلیون نفر رسید

وزیر ارتباطات و فناوری اطلاعات در همایش «زنان، اینترنت و هزاره سوم» از افزایش تعداد کاربران اینترنت در ایران خبر داد. درحالی‌که طبق گزارش‌های قبلی تعداد کاربران اینترنت در کشور هفت میلیون برآورده می‌شد، به گفته وی در سال جاری این تعداد حدوداً به ۱۱ میلیون رسیده‌است. متن کامل گزارش بایگانی‌شده  در ۱۹ آوریل ۲۰۱۳ توسط Archive.today بی‌بی‌سی (فارسی)

## یکشنبه: ‎۷ آبان۱۳۸۵(۲۹ اکتبر۲۰۰۶)
- مانور آمریکا در خلیج فارس علیه ایران نیست

وزارت خارجه ایران، مانور نظامی آمریکا در خلیج فارس را که دوشنبه (۳۰ اکتبر) با حضور بریتانیا، فرانسه، ایتالیا، استرالیا، کانادا و بحرین و نمایندگانی از سایر کشورهای جهان برگزار می‌شود را علیه این کشور ندانسته‌است. گفتنی است که برگزارکنندگان این مانور اعلام کرده‌اند که تمرین نظامی آن‌ها علیه ایران نیست. متن کامل گزارش بی‌بی‌سی (فارسی)
- وزیر جدید رفاه رأی اعتماد گرفت

عبدالرضا مصری با کسب رأی اعتماد مجلس ایران هدایتوزارت رفاه و تأمین اجتماعی را به عهده گرفت. گفتنی است که معرفی عبدالرضا مصری، نماینده کرمانشاه از سوی محمود احمدی‌نژاد، رئیس‌جمهوری ایران پس از برکناری پرویز کاظمی صورت گرفت. متن کامل گزارش بی‌بی‌سی (فارسی)

## شنبه: ‎۶ آبان۱۳۸۵(۲۸ اکتبر۲۰۰۶)
- آغاز سرشماری عمومی جمعیت در ایران

سرشماری عمومی نفوس و مسکن در ایران از سال ۱۳۳۵ هجری شمسی هر ده سال یک بار برگزار شده که این ششمین سرشماری است. متن کامل گزارش بی‌بی‌سی (فارسی)
- جمهوری اسلامی ایران برای اولین بار تأیید کرد که آبشار سانتریفیوژ جدیدی را در تأسیسات هسته‌ای نطنز با موفقیت راه اندازی کرده‌است

جمهوری اسلامی ایران امروز شنبه تأیید کرد آبشار سانتریفیوژ جدیدی را در تأسیسات هسته‌ای نطنز با موفقیت راه اندازی و از محصول آن اورانیوم غنی‌شده بهره‌برداری کرده‌است.

## جمعه: ‎۵ آبان۱۳۸۵(۲۷ اکتبر۲۰۰۶)
- آکادمی جهانی هنر، ادبیات و رسانه، برندگان جوایز امسال خود را اعلام کرد

آکادمی جهانی هنر، ادبیات و رسانه، برگزیدگان خود را در عرصهٔ هنر، ادبیات و رسانه معرفی کرد. متن کامل گزارش بی‌بی‌سی (فارسی)
- فقط ۵ درصد دانشجویان بورسیه ایران به کشور باز می‌گردند

دانشجویان بورسیه‌ای به ایران باز نمی‌گردند!! بررسی‌ها نشان می‌دهد از مجموع دانشجویانی که مدت بورس تحصیلی آن‌ها تا ۸۳ به اتمام رسیده ۷۰٪ به کشور بازنگشته‌اند، ۲۳٪ در حال تحصیل هستند و حدود ۵٪ به کشور مراجعت کرده‌اند! IPN به نقل از روزنامه جمهوری اسلامی
- حرم علی بن ابوطالب به خاطر مسایل امنیتی بسته شد

عتبات عالیات و اماکن مقدسه شهرهای نجف و کوفه بسته شد! وزارت کشور عراق دستور بسته شدن حرم علی بن ابی‌طالب را تا اطلاع ثانوی به خاطر مسایل امنیتی صادر کرد! IPN به نقل از خبرگزاری فارس
- 'ممنوع‌المنبر' شدن آخوند استرالیایی

شیخ تاج الدین الهلالی امام جمعه مسجد لاکمبا در سیدنی، که اخیراً حجاب زنان را با گوشت بدون حفاظ مقایسه کرده بود و خشم سازمان‌های طرفدار حقوق زنان و برخی از سیاست‌مداران را برانگیخته بود، تا مدت سه ماه از وعظ ممنوع شد. متن کامل گزارش بی‌بی‌سی (فارسی)

## پنجشنبه: ‎۴ آبان۱۳۸۵(۲۶ اکتبر۲۰۰۶)
- صدراعظم آلمان گفت راهی جز تدوین قطعنامه‌ای در شورای امنیت علیه جمهوری اسلامی باقی نمانده‌است

آنگلا مرکل، صدراعظم آلمان در مراسم پنجاهمین سال بنیان‌گذاری جامعه آلمان و آتلانتیک با اشاره به مناسبات دوستانه میان آلمان و آمریکا به مسایل جهانی پرداخت و نگاهی به برنامه هسته‌ای ایران انداخت. وی گفت راه و روش ما در برابر جمهوری اسلامی صریح و روشن است: جمهوری اسلامی نباید بسوی جنگ‌افزارهای هسته‌ای گام بردارد. وی ضمن ابراز تاسف از سیاست جمهوری اسلامی تأکید کرد که این کشور تاکنون هیچ‌گونه آمادگی همکاری با جامعه جهانی از خود نشان نداده و از اینرو راهی جز تدوین قطعنامه‌ای در شورای امنیت باقی نمانده‌است. پخش صدا (رادیو فردا)
- دادستان بوئنوس آیرس برای اکبر هاشمی رفسنجانی و هفت مقام دیگر جمهوری اسلامی درخواست حکم بازداشت بین‌المللی کرد

درخواست بازداشت اکبر هاشمی رفسنجانی و هفت تن دیگر از مقامات جمهوری اسلامی و یکی از رهبران گروه تروریستی حزب‌الله لبنان به اتهام بمبگذاری سال ۱۹۹۴ میلادی در مرکز همیاری یهودیان در بوئنوس آیرس انعکاس وسیعی در رسانه‌های بین الملی یافت. حکومت جمهوری اسلامی در تمام این مدت هرگونه شرکت در این بمبگذاری را تکذیب کرده‌است. پس از یک سال و نیم تحقیق دادستان جدید بوینوس آیرس که بازنگری پرونده را عهده‌دار است، نتیجه تحقیقات دادستان قبلی را تأیید کرد و حکم بازداشت هاشمی رفسنجانی رئیس‌جمهور وقت جمهوری اسلامی و  علی‌اکبر ولایتی وزیر امور خارجه وقت، علی فلاحیان وزیر وقت اطلاعات، محسن رضایی فرمانده وقت سپاه، احمد وحیدی فرمانده سابق گردان القدس، احمد عسگری وابسته فرهنگی وقت سفارت جمهوری اسلامی در آرژانتین و عماد مغنیه مسیول عملیات ویژه حزب‌الله لبنان را صادر کرد. پخش صدا (رادیو فردا)

## چهارشنبه: ‎۳ آبان۱۳۸۵(۲۵ اکتبر۲۰۰۶)
- جمهوری اسلامی رسماً در ارتباط با بمب‌گذاری آمیا متهم شد

دادستان‌های آرژانتینی رسماً دولت ایران و گروه حزب‌الله را به بمبگذاری در مرکز فرهنگی یهودیان که باعث مرگ ۸۵ نفر شد متهم کرده‌اند. متن کامل گزارش بی‌بی‌سی (فارسی)
- واکنش‌ها به دیدار مریم رجوی از سنای بلژیک

سفر مریم رجوی، رئیس شورای ملی مقاومت به بلژیک، اعتراض شدید جمهوری اسلامی و انتقاد برخی از شخصیت‌های بلژیکی را برانگیخت. متن کامل گزارش بی‌بی‌سی (فارسی)
- ایران برنامه هسته‌ای خود را گسترش می‌دهد

گفته می‌شود ایران دومین آبشار سانتریفیوژ غنی‌سازی اورانیوم خود را راه‌اندازی کرده و قصد دارد گاز اورانیوم به آن تزریق کند. متن کامل گزارش بی‌بی‌سی (فارسی)

## سه شنبه: ‎۲ آبان۱۳۸۵(۲۴ اکتبر۲۰۰۶)
- پخش ویدیوهای با کیفیت از بی‌بی‌سی بخش فارسی

بی‌بی‌سی بخش فارسی در راستای بهبود بخشیدن به برنامه‌های تلویزیونی اش، از امروز پخش ویدیوهای با کیفیت بالا را آغاز کرد. گفتنی است که تا اواخر سال ۲۰۰۷ میلادی، تلویزیون ۲۴ ساعته بی‌بی‌سی فارسی آغاز به کار خواهد کرد. متن کامل گزارش بی‌بی‌سی (فارسی)
- خداحافظی مایکل شوماخر

مایکل شوماخر، قهرمان اتومبیل‌رانی جهان (فرمول یک) از تیم فراری برای همیشه از دنیای حرفه‌ای اتومبیلرانی خداحافظی کرد. پخش صدا (رادیو فردا)
- ایران در آخرین رده‌های آزادی رسانه‌ها در جهان

گزارشگران بدون مرز هفتم‌مین رده‌بندی خود از آزادی رسانه‌های خبری در جهان را منتشر کرد که ایران در پایین جدول رده‌بندی در رتبه ۱۶۲ از ۱۶۸ قرار گرفت. بر مبنای این گزارش، ایران نسبت به سال گذشته شانزده پله سقوط داشته‌است. افغانستان در مقام ۱۳۰ و تاجیکستان در رتبه ۱۱۷ قرار دارند. 
- نمایشگاهی از آثار دلارا دارابی در آلمان

هم‌زمان با برگزاری نمایشگاهی از آثار دلارا دارابی در گالری گلستان در ایران، نمایشگاه مشابهی در دانشگاه فنی برلین، توسط کمیته بین‌المللی علیه سنگسار و اعدام، برگزار می‌شود. پخش صدا (رادیو فردا)

## دوشنبه: ‎۱ آبان۱۳۸۵(۲۳ اکتبر۲۰۰۶)
- سه شنبه در ایران عید فطر است

با نظر سید علی خامنه‌ای رهبر جمهوری اسلامی، سه شنبه دوم آبان (۲۴ اکتبر) عید فطر مسلمانان در ایران اعلام شده و دولت ایران نیز چهارشنبه و پنجشنبه را تعطیل عمومی اعلام کرده‌است.
- شکایت اسراییل از ایران به دلیل سخنان احمدی‌نژاد

دولت اسراییل به دلیل آنچه سخنان «بسیار اسفناک و زننده» رئیس‌جمهور ایران نامیده، از جمهوری اسلامی به سازمان ملل متحد شکایت کرده‌است.
در بخشی از این نامه آمده‌است: «این غیرقابل تصور است که در قرن بیست و یکم، ۶۱ سال پس از واقعه هولوکاست، یک کشور عضو سازمان ملل متحد صراحتاً خواستار نابودی یک کشور دیگر بشود.»
- درگیری پلیس با تظاهرکنندگان در بوداپست

در حاشیه مراسم بزرگداشت پنجاهمین سال سالگرد قیام ۱۹۵۶ میلادی مجارستان تظاهرکنندگان با پلیس درگیر شدند.
- کانون مدافعان حقوق بشر ایران گزارش دربارهٔ وضعیت حقوق بشر در شش ماه گذشته را منتشر کرد

بر پایه این گزارش، صدور احکام سنگین و غیرمتعارف و بازداشت‌ها، موارد نقض قوانین داخلی جمهوری اسلامی مشاهده شده‌است. همچنین این گزارش به ۳۸ مورد از دخالت افراد غیرمسیول در جریان محاکمات مذکور طی شش‌ماهه گذشته اشاره می‌کند. تنها در بهار و تابستان گذشته ۲۹ مورد محاکمه و احضار فعالان مطبوعاتی، ۳۵ مورد محاکمه مدیرمسیولان نشریات، هفت مورد لغو امتیاز مطبوعات و توقیف آن‌ها اشاره شده‌است. از دیگر موارد عدم صدور مجوز توزیع برای کتاب‌ها و جمع‌آوری برخی کتب منتشرشده و در عرصه اینترنت دستکم پنج مورد محاکمه مدیران سایت‌ها و وبلاگ برشمرده شده‌است. محور دیگر گزارش پرونده‌های دانشجویی است که حاکی از حداقل ۱۳۰ مورد احضار و محرومیت دانشجویان در کمیته‌های انضباطی دانشگاه‌ها و ۲۱ مورد احضار به دادگاه‌ها و بازداشت و صدور احکام قضایی خارج از دانشگاه است.  بایگانی‌شده  در ۳۰ سپتامبر ۲۰۰۷ توسط Wayback Machine